# Тулсипур
Тулсипур (непальск. तुलसीपुर) — город и муниципалитет на юго-западе Непала, в районе Данг зоны Рапти Среднезападного региона страны. Высота Тулсипура над уровнем моря составляет 684 м. По данным переписи 2011 года население города составляет 51 537 человек, из них 24 689 мужчин и 26 848 женщин. В 2 км к югу от города расположен аэропорт Тулсипур. Асфальтированные дороги соединяют Тулсипур с соседними районами.
В 67 км к югу от непальского Тулсипура, в округе Балрампур индийского штата Уттар-Прадеш расположен другой город с названием Тулсипур.